# 弗里德里希·戈特利布·克洛普施托克
里弗德里希·戈特利布·克洛普施托克（1724年7月2日—1803年3月14日）是一位德国诗人。他最著名的作品是史诗《救世主》。其对德语文学最大的贡献在于引入了法国以外的文学创作方式。